# 异齿紫堇
异齿紫堇（学名：Corydalis heterodonta）为罂粟科紫堇属下的一个种。

## 扩展阅读
- 維基物種上的相關：异齿紫堇